# Tractat de Lutaci
El tractat de Lutaci va posar fi oficialment a la Primera Guerra Púnica. Pren el nom de Gai Lutaci Càtul, el cònsol romà vencedor de la batalla de les Egusses, que va negociar amb un subordinat d'Hamílcar Barca el 241 aC. Segons l'historiador Polibi, els termes de l'acord requerien que Cartago complís els següents requisits:
- L'evacuació de Sicília i les petites illes situades a la part occidental (les illes Ègates)
- El retorn dels presoners de guerra sense cobrar cap rescat, mentre que hauria de pagar un rescat molt important per recuperar els seus propis presoners
- Comprometre's a respectar en el futur Siracusa i els seus aliats
- La transferència a Roma el control sobre les illes Eòlies i sobre Ústica, al nord de Sicília
- L'evacuació de totes les petites illes ubicades entre Sicília i Àfrica (Pantelària, Linosa, Lampedusa, Lampione i Malta)
- Comprometre's a pagar una indemnització de guerra de 2.200 talents (66 tones) en deu pagaments anuals, més una indemnització addicional de 1.000 talents (30 tones) de manera immediata.